# Golden Trail World Series 2023
Navigation
2022 2024
La Golden Trail World Series 2023 est la sixième édition des Golden Trail World Series, compétition internationale de trail et skyrunning organisée par Salomon.

## Règlement
La finale se court dans le cadre du Il Golfo Dell'Isola Trail Race comprenant un prologue et une course principale, avec des courses séparées pour les hommes et les femmes. Les athlètes terminant dans le top 30 du classement général après les six courses régulières peuvent participer à la finale dans la catégorie « Élite ». Le classement final prend en compte les trois meilleurs résultats des courses régulières plus les points du prologue et de la course finale.
| Classement                           | 1er | 2e  | 3e  | 4e  | 5e  | 6e  | 7e  | 8e  | 9e  | 10e | 11e | 12e | 13e | 14e | 15e | 16e | 17e | 18e | 19e | 20e | 21e | 22e | 23e | 24e | 25e | 26e | 27e | 28e | 29e | 30e |
| ------------------------------------ | --- | --- | --- | --- | --- | --- | --- | --- | --- | --- | --- | --- | --- | --- | --- | --- | --- | --- | --- | --- | --- | --- | --- | --- | --- | --- | --- | --- | --- | --- |
| Points pour les courses régulières   | 200 | 188 | 176 | 166 | 156 | 150 | 144 | 140 | 136 | 133 | 130 | 127 | 124 | 121 | 118 | 115 | 112 | 109 | 106 | 103 | 100 | 97  | 94  | 91  | 88  | 85  | 82  | 79  | 76  | 73  |
| Points pour le prologue de la finale | 100 | 94  | 88  | 83  | 78  | 75  | 72  | 70  | 68  | 67  | 65  | 64  | 62  | 61  | 59  | 58  | 56  | 55  | 53  | 52  | 50  | 49  | 47  | 46  | 44  | 43  | 41  | 40  | 38  | 37  |
| Points pour la finale                | 300 | 282 | 264 | 249 | 234 | 225 | 216 | 210 | 204 | 199 | 195 | 190 | 186 | 181 | 177 | 172 | 168 | 163 | 159 | 154 | 150 | 145 | 141 | 136 | 132 | 127 | 123 | 118 | 114 | 109 |

## Programme
Les classiques Zegama-Aizkorri, le marathon du Mont-Blanc, Sierre-Zinal et l'ascension de Pikes Peak sont reconduits pour 2023. La DoloMyths Run fait son retour au calendrier et une nouvelle épreuve américaine, la Mammoth 26K, remplace la Flagstaff Sky Peaks. La finale a lieu dans la province de Savone dans le cadre du Il Golfo Dell'Isola Trail Race qui comprend un prologue ainsi qu'une course principale de 24 kilomètres. Les courses hommes et femmes y sont séparées.
| Nom de la course               | Distance | Dénivelé            | Pays       | Date               |
| ------------------------------ | -------- | ------------------- | ---------- | ------------------ |
| Zegama-Aizkorri                | 42,2 km  | +/-2 736 m          | Espagne    | 14 mai 2023        |
| Marathon du Mont-Blanc         | 42,0 km  | +/-2 450 m          | France     | 25 juin 2023       |
| DoloMyths Run                  | 22,0 km  | +/-1 750 m          | Italie     | 15 juillet 2023    |
| Sierre-Zinal                   | 31,0 km  | +2 200 m / -1 100 m | Suisse     | 12 août 2023       |
| Ascension de Pikes Peak        | 21,4 km  | +2 382 m            | États-Unis | 16 septembre 2023  |
| Mammoth 26K                    | 26,0 km  | +/-1 400 m          | États-Unis | 23 septembre 2023  |
| Il Golfo Dell'Isola Trail Race | 24,0 km  | +/-1 200 m          | Italie     | 19–22 octobre 2023 |

## Résultats

### Hommes
La course Zegama-Aizkorri se déroule sous des conditions météorologiques difficiles et le passage sur la crête après le sommet de l'Aizkorri est supprimé, raccourcissant le parcours d'environ 300 mètres. Le Suisse Rémi Bonnet prend le premier les commandes de la course. Il est brièvement doublé par le Kényan Robert Pkemoi avant de reprendre son bien. Le Britannique Jonathan Albon se mêle ensuite à la bagarre pour la tête de course. Ils se font ensuite surprendre par l'Espagnol Manuel Merillas qui lance son attaque et s'empare des commandes. Il mène la fin de course sur un rythme soutenu pour aller remporter la victoire. Le Marocain Elhousine Elazzaoui effectue lui aussi une forte remontée en fin de course pour terminer sur les talons de Manuel Merillas. Jonathan Albon complète le podium devant Rémi Bonnet.
Le marathon du Mont-Blanc se déroule sur un parcours légèrement rallongé à 44,5 km en raison d'un détour supplémentaire à Vallorcine. Bien décidé à remporter l'épreuve après plusieurs tentatives infructueuses, Rémi Bonnet s'empare rapidement des commandes de la course pour ne plus les lâcher. Il creuse peu à peu l'écart sur ses rivaux. Seul l'Américain Eli Hemming parvient à le suivre dans un premier temps avant d'être également lâché. Rémi Bonnet s'impose en 3 h 35 min 4 s avec cinq minutes d'avance sur l'Américain. Le Suédois Petter Engdahl effectue une grosse remontée en fin de course pour terminer sur la troisième marche du podium.
Bien décidé à effacer son abandon au marathon du Mont-Blanc, Elhousine Elazzaoui prend un départ rapide sur la DoloMyths Run, accompagné du Norvégien Stian Angermund. Les deux hommes s'échangent la tête de course à plusieurs reprises. Ils sont suivis par un petit groupe de poursuivants avec entre autres le Suisse Roberto Delorenzi et le Français Frédéric Tranchand. Elhousine Elazzaoui tire avantage de la descente finale pour finalement se défaire de Stian Angermund. Il fonce alors vers sa première victoire en Golden Trail World Series. Malgré ses qualités de descendeur, Stian Angermund ne parvient pas à reteneir Roberto Delorenzi et Frédéric Tranchand qui le doublent pour aller compléter le podium.
Blessé, le favori Kílian Jornet ne prend pas le départ de Sierre-Zinal. En son absence, Rémi Bonnet et Patrick Kipngeno sont annoncés comme favoris. Les deux hommes assument leur rôle en prenant les devants de la course. Ils sont suivis de près par Philemon Kiriago. Patrick Kipngeno tente de creuser l'écart en tête, tandis que Rémi Bonnet cède du terrain et finit par abandonner. Deux autres Kényans, Njeri Kariba et Kevin Kibet, se battent alors pour la troisième place. Patrick Kipngeno finit par perdre son avance dans la descente finale et se fait doubler par son compatriote Philemon Kiriago qui s'offre la victoire avec plus d'une minute d'avance sur son compatriote. Kevin Kibet parvient à décrocher la troisième marche d'un podium 100 % kényan.
Après son abandon à Sierre-Zinal, Rémi Bonnet met tout en œuvre pour être dans les meilleures conditions sur l'ascension de Pikes Peak. Malgré des conditions plutôt fraîches avec de la neige au sommet, le Suisse effectue l'ascension sur un rythme soutenu. Les Kényans Patrick Kipngeno et Philemon Ombogo Kiriago tente de suivre son rythme mais Philemon Ombogo Kiriago craque en fin de course et termine treizième. Rémi Bonnet tient son pari et s'offre la victoire en 2 h 0 min 20 s, battant ainsi le record du parcours détenu depuis 30 ans par Matt Carpenter. Patrick Kipngeno termine deuxième en 2 h 4 min 9 s, signant le troisième meilleur temps de l'histoire. Le podium est complété par Eli Hemming.
Fort de sa victoire à Pikes Peak, Rémi Bonnet poursuit sur sa lancée sur la Mammoth 26K. Il prend d'emblée les commandes de la course, suivi dans un premier temps par les Kényans Philemon Kiriagio et Patrick Kipngeno. Ces deux derniers finissent par lâcher prise et terminent huitième et neuvième. Rémi Bonnet s'échappe seul en tête pour s'offrir la victoire. Derrière lui, l'Américain Chad Hall crée la surprise en franchissant le deuxième la ligne d'arrivée devant son compatriote Meikael Beaudoin-Rousseau. Son résultat surprenant s'explique par une erreur de parcours et un point de passage manqué. Il est donc disqualifié. Meikael Beaudoin-Rousseau hérite de la deuxième place et Roberto Delorenzi de la troisième.
Grand favori, Rémi Bonnet domine le prologue de la finale courue dans le cadre du Il Golfo Dell'Isola Trail Race. Elhousine Elazzaoui parvient cependant à le rattraper dans la descente finale et profite d'une erreur du Suisse pour s'emparer de la tête de course et s'imposer avec 19 secondes d'avance sur ce dernier. Rémi Bonnet se voit de plus infliger une minute de pénalité pour son erreur de parcours et se classe finalement troisième derrière Philemon Ombogo Kiriago.
Fort de sa victoire sur le prologue, Elhousine Elazzaoui prend les commandes de la finale qu'il mène du début à la fin pour s'offrir la victoire. Les Kényans Philemon Ombogo Kiriago et Patrick Kipngeno réalisent une solide course derrière le Marocain et complètent le podium. Patrick Kipngeno se hisse à la deuxième place du classement général devant son compatriote. Rémi Bonnet assure la quatrième place et s'offre son second titre d'affilée.
- Prologue finale (100 points au vainqueur)
- Course régulière (200 points au vainqueur)
- Finale (300 points au vainqueur)

| Course                                    | Vainqueur               | Deuxième                  | Troisième          |
| ----------------------------------------- | ----------------------- | ------------------------- | ------------------ |
| Zegama-Aizkorri                           | Manuel Merillas         | Elhousine Elazzaoui       | Jonathan Albon     |
| Marathon du Mont-Blanc                    | Rémi Bonnet             | Eli Hemming               | Petter Engdahl     |
| DoloMyths Run                             | Elhousine Elazzaoui     | Roberto Delorenzi         | Frédéric Tranchand |
| Sierre-Zinal                              | Philemon Ombogo Kiriago | Patrick Kipngeno          | Kevin Kibet        |
| Ascension de Pikes Peak                   | Rémi Bonnet             | Patrick Kipngeno          | Eli Hemming        |
| Mammoth 26K                               | Rémi Bonnet             | Meikael Beaudoin-Rousseau | Roberto Delorenzi  |
| Il Golfo Dell'Isola Trail Race - Prologue | Elhousine Elazzaoui     | Philemon Ombogo Kiriago   | Rémi Bonnet        |
| Il Golfo Dell'Isola Trail Race - Finale   | Elhousine Elazzaoui     | Philemon Ombogo Kiriago   | Patrick Kipngeno   |

### Femmes
La Française Blandine L'Hirondel mène la première partie de la course Zegama-Aizkorri avant de se faire dépasser par la Chinoise Miao Yao. L'Allemande Daniela Oemus crée la surprise en pointant au troisième rang provisoire derrière le duo de tête. Cette dernière parvient à attaquer à mi-parcours pour aller prendre la tête et ne plus la lâcher. Derrière elle, la Néo-Zélandaise Caitlin Fielder et la Suissesse Theres Leboeuf parviennent à doubler leurs rivales pour reprendre les places du podium. Caitlin Fielder parvient à faire la différence pour s'assurer de la deuxième place derrière Daniela Oemus. Theres Leboeuf complète le podium. Blandine L'Hirondel termine finalement cinquième.
L'Américaine Sophia Laukli prend la tête du marathon du Mont-Blanc sur un rythme soutenu. Elle creuse l'écart en tête. Derrière elle, la deuxième place fait l'objet d'une lutte serrée entre Miao Yao et Oihana Kortazar. Ne lâchant pas son effort, Sophia Laukli s'impose au terme d'une course solitaire. Miao Yao parvient à prendre le meilleur sur Oihana Kortazar pour terminer deuxième avec une minute et demi d'avance sur cette dernière.
De retour au sommet après plusieurs années de convalescence, la Suissesse Judith Wyder prend d'emblée les commandes de la course. Elle parvient à prendre une longueur d'avance sur Sophia Laukli dès la mi-parcours puis s'envole littéralement vers la victoire durant la descente finale. Sophia Laukli assure la deuxième place devant la Mexicaine Karina Carsolio qui réitère sa troisième place après 2021.
Le début de la course féminine Sierre-Zinal voit une lutte en tête entre Philaries Kisang et la surprenante Mădălina Florea. La Roumaine finit par lever le pied, laissant Joyce Muthoni Njeru et Sophia Laukli revenir aux avant-postes. L'Américaine lance alors son attaque pour récupérer la tête de course. Joyce Muthoni Njeru tente de la suivre mais finit par se faire distancer. Sophia Laukli remporte la victoire pour sa première participation. Joyce Muthoni Njeru et Philaries Kisang complètent le podium. Annoncée comme l'une des favorites, Nienke Brinkman se classe sixième sans jamais avoir été aux avant-postes.
La course féminine de l'ascension de Pikes Peak voit un duel en tête entre Sophia Laukli et Judith Wyder. La Suissesse parvient à prendre le meilleur sur l'Américaine mais cette dernière lance son attaque dans les derniers kilomètres pour s'offrir la victoire. L'Américaine Anna Gibson complète le podium.
En l'absence de Sophia Laukli, Judith Wyder s'élance comme favorite sur la Mammoth 26K mais voit la Roumaine Mădălina Florea lui brûler la politesse en début de course. Judith Wyder fait tout son possible pour la rattraper puis passer en tête. Elle est ensuite rattrapée par la coureuse locale Dani Moreno mais cette dernière ne parvient pas à suivre la Suissesse dans la descente qui file s'offrir la victoire. Dani Moreno assure la deuxième place. Mădălina Florea parvient à s'offrir la troisième marche du podium malgré quelques erreurs de parcours en fin de course.
Le prologue de la finale courue dans le cadre du Il Golfo Dell'Isola Trail Race voit un duel annoncé entre les deux grandes favorites Sophia Laukli et Judith Wyder. Elles se font cependant surprendre par Mădălina Florea qui s'offre la victoire sur un rythme soutenu. Sophia Laukli termine deuxième devant Judith Wyder.
Continuant sur sa lancée, Mădălina Florea s'élance d'emblée sur un rythme soutenu lors de la finale. Elle creuse l'écart en tête et file vers la victoire. Judith Wyder effectue une solide course et parvient à réduire l'écart sur la Roumaine mais doit se contenter de la deuxième place pour seulement 15 secondes de retard. Sophia Laukli assure la troisième place en terminant à plus de quatre minutes du duo de tête. Elle se retrouve à égalité de points avec Judith Wyder mais remporte le titre grâce à ses trois victoires durant la saison contre seulement deux pour la Suissesse.
- Prologue finale (100 points au vainqueur)
- Course régulière (200 points au vainqueur)
- Finale (300 points au vainqueur)

| Course                                    | Vainqueur              | Deuxième            | Troisième                |
| ----------------------------------------- | ---------------------- | ------------------- | ------------------------ |
| Zegama-Aizkorri                           | Daniela Oemus          | Caitlin Fielder     | Theres Leboeuf           |
| Marathon du Mont-Blanc                    | Sophia Laukli          | Miao Yao            | Oihana Kortazar Aranzeta |
| DoloMyths Run                             | Judith Wyder           | Sophia Laukli       | Karina Carsolio          |
| Sierre-Zinal                              | Sophia Laukli          | Joyce Muthoni Njeru | Philaries Jeruto Kisang  |
| Ascension de Pikes Peak                   | Sophia Laukli          | Judith Wyder        | Anna Gibson              |
| Mammoth 26K                               | Judith Wyder           | Dani Moreno         | Monica Mădălina Florea   |
| Il Golfo Dell'Isola Trail Race - Prologue | Monica Mădălina Florea | Sophia Laukli       | Judith Wyder             |
| Il Golfo Dell'Isola Trail Race - Finale   | Monica Mădălina Florea | Judith Wyder        | Sophia Laukli            |

## Classements
| Rang          | Nom                     | Course 1 | Course 2 | Course 3 | Course 4 | Course 5 | Course 6 | Finale | Points |
| ------------- | ----------------------- | -------- | -------- | -------- | -------- | -------- | -------- | ------ | ------ |
| Médaille d'or | Rémi Bonnet             | 166      | 200      |          | 0        | 200      | 200      | 337    | 937    |
| 2             | Patrick Kipngeno        |          |          |          | 188      | 188      | 136      | 347    | 859    |
| 3             | Philemon Ombogo Kiriago |          |          |          | 200      | 124      | 140      | 376    | 840    |
| 4             | Elhousine Elazzaoui     | 188      | 0        | 200      | 43       |          |          | 400    | 831    |
| 5             | Eli Hemming             |          | 188      |          | 118      | 176      | 150      | 304    | 818    |
| 6             | Roberto Delorenzi       |          |          | 188      | 156      | 150      | 176      | 257    | 777    |

| Rang          | Nom             | Course 1 | Course 2 | Course 3 | Course 4 | Course 5 | Course 6 | Finale | Points |
| ------------- | --------------- | -------- | -------- | -------- | -------- | -------- | -------- | ------ | ------ |
| Médaille d'or | Sophia Laukli   |          | 200      | 188      | 200      | 200      |          | 358    | 958    |
| 2             | Judith Wyder    |          |          | 200      |          | 188      | 200      | 370    | 958    |
| 3             | Mădălina Florea |          |          |          | 144      | 112      | 176      | 400    | 832    |
| 4             | Malen Osa       |          |          | 166      |          | 166      | 156      | 317    | 805    |
| 5             | Miao Yao        | 109      | 188      |          | 166      |          |          | 316    | 779    |
| 6             | Sylvia Nordskar | 166      | 156      |          | 91       | 133      | 150      | 264    | 736    |